# 78 Pułk Piechoty (II RP)
78 Pułk Strzelców Słuckich (78 pp) – oddział piechoty Samoobrony Litwy i Białorusi oraz Wojska Polskiego II RP.

## Pułk w wojnie polsko-bolszewickiej
W pierwszej dekadzie lutego 1920 roku w Baranowiczach został utworzony baon zapasowy Słuckiego Pułku Strzelców pod dowództwem podpułkownika Stanisława Szymanowicz-Szymańskiego. Zalążkiem batalionu byli oficerowie i szeregowi przeniesieni z innych pułków 1 i 2 Dywizji Litewsko-Białoruskiej. Już 10 kwietnia został sformowany Słucki Pułk Strzelców składający się z dwóch czterokompanijnych batalionów i kompanii technicznej. Rekruci, rocznika 1901, pochodzili z Powiatowych Komend Uzupełnień z Płocka, Warszawy, Łodzi i Mińska Mazowieckiego. Pierwszym dowódcą pułku został podpułkownik Jan Januszewski. I choć nazwa wyróżniająca – „słucki” pozostała, to powiat słucki na podstawie traktatu podpisanego po wojnie polsko-bolszewickiej znalazł się w granicach Rosji. 29 kwietnia pułk wyjechał do Grodna, gdzie pełnił w twierdzy służbę wartowniczą i prowadził dalsze szkolenie rekrutów, zaś 31 maja został skierowany na linię demarkacyjną polsko-litewską, do dyspozycji gen. Majewskiego, dowódcy 7 Armii. Tam objął odcinek od jeziora Tauroginie aż po Dyneburg. II batalion pułku dostał rozkaz opuszczenia linii demarkacyjnej i został przetransportowany do Ignalina a potem marszem ruszył w kierunku miasteczka Widze, które w międzyczasie zajęli Rosjanie. W związku z tym otrzymał rozkaz bronienia rzeki Dzisny, na odcinku od jeziora Dzisna do miasteczka Melegiany. 8 lipca zmasowany atak wojsk sowieckich, przy ich miażdżącej przewadze, po bohaterskiej obronie (dwie kompanie zaginęły bez wieści i już nigdy do jednostki nie wróciły) spowodował odwrót batalionu. Następną linie obrony utworzył on w okolicach wsi Nowa Derewnia a po przełamania i tej pozycji – dalszy odwrót przebiegał wzdłuż torów linii kolejowej Wilno – Święciany. Koło Czerwonego Dworu otrzymał rozkaz przejścia do dyspozycji dowódcy IV Brygady Litewsko-Białoruskiej z 2 DLit-Biał. i 15 lipca stanął w Niemenczynie. I batalion pułku pozostał na linii demarkacyjnej do 7 lipca. 2 kompania tego batalionu, która miała utrzymywać łączność z II batalionem, w drodze do wsi Dogomoły, została otoczona przez Litwinów i wzięta do niewoli. Reszta batalionu wprost z linii demarkacyjnej rozpoczęła odwrót w kierunku na Święciany. Pod wsią Kożaczyzna, 9 lipca, batalion stoczył zwycięski bój z wojskami bolszewickimi. W czasie dalszego odwrotu 1 kompania została otoczona przez kawalerię wroga i do macierzystej jednostki nigdy już nie wróciła. 3 i 4 kompanie, które dotarły do Święcian, zostały włączone do białostockiego pułku strzelców.
W pierwszych walkach, podczas generalnej ofensywy wojsk sowieckich, straty „młodego” pułku były bardzo duże – ponad 600 żołnierzy zabitych, rannych i zaginionych. 15 lipca pułk w składzie jednego batalionu odszedł do Wilna do dyspozycji dowódcy 2 DLit.-Biał. Kompanie włączone do białostockiego pułku w toku dalszych działań zostały otoczone, rozbrojone i internowane przez Litwinów.
I batalion, który dotarł do Niemenczyna został przydzielony do grupy płk. Zawistowskiego i skierowany do Grodna. Tu organizuje się ponownie pułk, powstaje jeden pełny batalion o trzech kompaniach i pluton karabinów maszynowych. 19 lipca bolszewicy, po sforsowaniu Niemna w rejonie Hoży, rozpoczęli natarcie na Grodno. Pułk broni m.in. dworca kolejowego i wycofując się przechodzi jako ostatni polski oddział przez drewniany most na zachodni brzeg Niemna. Z zajmowanej pozycji obronnej odchodzi 20 lipca i przez Kuźnicę maszeruje do Sokółki. Tam też przybywa batalion marszowy utworzony w Kielcach z kompanii marszowych 26 pp, 2 pp Leg. i 4 pp Leg. i zostaje on wcielony do 78 pp jako III batalion. Od 23 lipca wchodzi on również w skład grupy płk. Zawistowskiego. Tego samego dnia 10. i 11. kompanie zostały wysłane jako osłona czołgów do Kuźnicy.
Pozostałe pododdziały pułku prowadziły krwawe boje pod Sokółką i były zmuszone ustąpić przeważającym siłom wroga. W dalszym odwrocie batalion staczał walki pod Czarnowem i Rykami – wycofując się dalej w kierunku na Komorowo – Jaszczułty. 6 sierpnia z pozostałych żołnierzy batalionu utworzona została zaledwie jedna kompania, która przy udziale pociągu pancernego „Mściciel” utrzymała pozycje w Juszczałtach do następnego dnia, w którym została zluzowana przez 44 pp.
Działania batalionu detaszowanego (odkomenderowanego)
Po wyjeździe pułku z Grodna batalion zapasowy wystawiał posterunki i placówki na drogach i wzdłuż linii dawnych okopów niemieckich na wschód od Baranowicz. Do 1 lipca kierował grupami uchodźców i przechwytywał dezerterów oraz różne małe oddziały, które odłączyły się od jednostek macierzystych. Jako batalion detaszowany został podporządkowany dowódcy 4 Armii. 18 lipca otrzymał rozkaz marszu w kierunku Słonima. W czasie drogi kilkakrotnie staczał krwawe, zwycięskie walki z nieprzyjacielem. 19 lipca wieczorem przybył do Słonima i został przydzielony do 1 DLit.-Biał. W nocy na 20 lipca został skierowany do Wołkowyska a dalej do Mostów nad Niemnem z zadaniem obsadzenia folwarku Nowiny. Na tej pozycji, mimo wielokrotnych ataków nieprzyjaciela, pozostał do 24 lipca i dopiero na rozkaz dowódcy dywizji wyruszył w kierunku na Pieski. W krwawych bojach polskie oddziały przebiły się przez pierścień nieprzyjaciela i wywalczyły sobie odwrót. Zdziesiątkowany batalion otrzymał rozkaz odejścia przez Bielsk Podlaski – Szepietowo do Ostrowi Mazowieckiej. Zdolnych do walki żołnierzy wcielono do nowogródzkiego pułku strzelców, zaś oficerów i rannych odesłano do Kalisza, gdzie formował się odrodzony słucki pułk.
Dalsza reorganizacja pułku
8 sierpnia, z powodu bardzo dużych strat i braku możliwości dalszej reorganizacji, dowódca 2 DLit.-Biał. rozwiązał słucki pułk strzelców. 136 szeregowych zostało wcielonych do kowieńskiego pułku strzelców, zaś oficerowie i funkcyjni odjechali do batalionu zapasowego do Kalisza. W sierpniu, na rozkaz Dowództwa Okręgu Generalnego – Łódź zaczął się pułk formować ponownie. Równocześnie z rozkazu Naczelnego Wodza w Modlinie formował się drugi słucki pułk strzelców. Rozkazem Naczelnego Dowództwa połączono obie jednostki w Modlinie a formowany w Kaliszu oddział stał się 3 batalionem pułku. Na wiosnę 1921 zmieniono nazwę na 78 pułk piechoty i podporządkowano go dowództwo 20 Dywizji Piechoty. W lipcu, po czasowym pobycie w Warszawie, został przetransportowany do Baranowicz – do stałego miejsca pobytu.

### Kawalerowie Virtuti Militari
Żołnierze pułku odznaczeni Krzyżem Srebrnym Orderu Wojskowego Virtuti Militari za wojnę 1918-1920
1. ppor. Józef Dworski
2. kpt. Jan Karasiński

## Pułk w okresie pokoju
W okresie międzywojennym 78 pułk piechoty stacjonował na terenie Okręgu Korpusu Nr IX w garnizonie Baranowicze (batalion zapasowy w Brześciu). Wchodził w skład 20 Dywizji Piechoty.
19 maja 1927 roku minister spraw wojskowych marszałek Polski Józef Piłsudski ustalił i zatwierdził dzień 26 lipca, jako datę święta pułkowego. Pułk obchodził swoje święto w rocznicę bohaterskiego czynu podchorążego Aleksandra Otto pod Kuźnicą, który 26 lipca 1920 roku pod Kuźnicą na czele plutonu 11. kompanii poprowadził atak, dotarł do stanowisk nieprzyjacielskiej artylerii i zmusił wroga do ucieczki, zdobywając przy tym działo, broń i biorąc 20 jeńców.
Na podstawie rozkazu wykonawczego Ministerstwa Spraw Wojskowych do Departamentu Piechoty o wprowadzeniu organizacji piechoty na stopie pokojowej PS 10-50 z 1930 roku, w Wojsku Polskim wprowadzono trzy typy pułków piechoty. 78 pułk piechoty zaliczony został do typu III pułków piechoty o stanach zbliżonych do wojennych. Na czas wojny przewidywany był do działań osłonowych. Corocznie otrzymywał około 1010 rekrutów. Jego obsadę stanowiło 68 oficerów i 2200 podoficerów i żołnierzy.
| Obsada personalna i struktura organizacyjna w marcu 1939 | Obsada personalna i struktura organizacyjna w marcu 1939 |
| Stanowisko                                               | Stopień, imię i nazwisko                                 |
| Dowództwo, kwatermistrzostwo i pododdziały specjalne     | Dowództwo, kwatermistrzostwo i pododdziały specjalne     |
| -------------------------------------------------------- | -------------------------------------------------------- |
| dowódca                                                  | płk Alfred Jan Schmidt                                   |
| I z-ca dowódcy                                           | ppłk Kazimierz Franciszek Gorzkowski                     |
| adiutant                                                 | kpt. Marian Wysokiński                                   |
| starszy lekarz                                           | kpt. dr Włodzimierz Żarnowski                            |
| młodszy lekarz                                           | vacat                                                    |
| II z-ca dowódcy (kwatermistrz)                           | mjr Ludwik Rau                                           |
| oficer mobilizacyjny                                     | kpt. adm. (piech.) Apoloniusz Kucharski                  |
| z-ca oficera mobilizacyjnego                             | kpt. Jan Łapin                                           |
| oficer administracyjno-materiałowy                       | por. Witold Grabowski                                    |
| oficer gospodarczy                                       | kpt. int. Władysław Jan Kirszanek                        |
| oficer żywnościowy                                       | kpt. adm. (piech.) Felicjan Węgłowski                    |
| oficer taborowy                                          | kpt. adm. (piech.) Konstanty Prandecki                   |
| kapelmistrz                                              | kpt. adm. (kapelm.) Jan Kiernowicz                       |
| dowódca plutonu łączności                                | kpt. Wiktor Jerzy Książkiewicz                           |
| dowódca plutonu pionierów                                | por. Kazimierz Sobolewski                                |
| dowódca plutonu artylerii piechoty                       | por. art. Józef Tadeusz Kowalski                         |
| dowódca plutonu ppanc.                                   | por. Piotr Dubiński                                      |
| dowódca oddziału zwiadu                                  | por. Włodzimierz Grynczyk                                |
| I batalion                                               |                                                          |
| dowódca batalionu                                        | mjr Antoni Marian Bedronek                               |
| dowódca 1 kompanii                                       | kpt. Walerian Karczewski                                 |
| dowódca plutonu                                          | por. Wacław Szymon Dąbrowski                             |
| dowódca plutonu                                          | ppor. Eugeniusz Marian Raczkowski                        |
| dowódca 2 kompanii                                       | kpt. Konstanty Olszewski                                 |
| dowódca plutonu                                          | por. Konrad Jan Sikorski                                 |
| dowódca plutonu                                          | ppor. Franciszek Walenty Przybyła                        |
| dowódca 3 kompanii                                       | por. Władysław Michał Mikulski                           |
| dowódca plutonu                                          | ppor. Marian Maliński                                    |
| dowódca 1 kompanii km                                    | kpt. Stanisław Zbigniew Skwirzyński                      |
| dowódca plutonu                                          | ppor. Adam Hedinger                                      |
| II batalion                                              |                                                          |
| dowódca batalionu                                        | mjr Stanisław Myszkiewicz                                |
| dowódca 4 kompanii                                       | kpt. Tadeusz Wroński                                     |
| dowódca plutonu                                          | ppor. Mieczysław Eugeniusz Drewicz                       |
| dowódca 5 kompanii                                       | por. Piotr Sobolewski                                    |
| dowódca plutonu                                          | ppor. Alfons Łyskawa                                     |
| dowódca 6 kompanii                                       | p.o. por. Julian Jan Sebastian Łącki                     |
| dowódca 2 kompanii km                                    | kpt. Henryk Walczak                                      |
| dowódca plutonu                                          | por. Aleksy Błażewcz                                     |
| dowódca plutonu                                          | por. Antoni Karol Langer                                 |
| dowódca plutonu                                          | ppor. Władysław Marcinkianiec                            |
| III batalion                                             |                                                          |
| dowódca batalionu                                        | mjr Andrzej Tadeusz Sujkowski                            |
| dowódca 7 kompanii                                       | kpt. dypl. Piotr Wożniak                                 |
| dowódca plutonu                                          | por. Karol Golmont                                       |
| dowódca plutonu                                          | ppor. Edmund Marian Huciński                             |
| dowódca plutonu                                          | ppor. Józef Wożniak                                      |
| dowódca 8 kompanii                                       | kpt. Jan Śliwiński                                       |
| dowódca plutonu                                          | ppor. Kazimierz Biskupski                                |
| dowódca plutonu                                          | ppor. Tadeusz Jan Rybak                                  |
| dowódca 9 kompanii                                       | kpt. Walerian Nowaczyk                                   |
| dowódca plutonu                                          | por. Kazimierz Adamowicz                                 |
| dowódca plutonu                                          | ppor. Leon Domicewicz                                    |
| dowódca 3 kompanii km                                    | kpt. Apoloniusz Kucharski                                |
| dowódca plutonu                                          | por. Edward Rytwiński                                    |
| dowódca plutonu                                          | por. Aleksander Ostaszewski                              |
| na kursie                                                | por. Józef Głaz                                          |
| na kursie                                                | por. Romuald Jakuć                                       |
| na kursie                                                | por. Rudolf Hauska                                       |
| na kursie                                                | por. Bohdan Smolicz                                      |
| Dywizyjny Kurs Dla Podoficerów Nadterminowych 20 DP      |                                                          |
| dowódca                                                  | kpt. Donat Ignatowicz                                    |
| dowódca plutonu                                          | por. Teofil Zając                                        |
| dowódca plutonu                                          | ppor. Feliks Piotr Piasecki                              |
| 78 obwód przysposobienia wojskowego „Baranowicze”        |                                                          |
| kmdt obwodowy PW                                         | kpt. piech. Władysław Gorczyca                           |
| kmdt powiatowy PW „Baranowicze”                          | kpt. adm. (piech.) Zygmunt Ziemba                        |
| kmdt powiatowy PW „Kosów P.”                             | kpt. adm. (piech.) Stanisław Smejlis                     |

## 78 pp w kampanii wrześniowej

### Mobilizacja
78 pułk piechoty został zmobilizowany na podstawie planu mobilizacyjnego „W” obowiązującego od 30 kwietnia 1938. Tabele mobilizacyjne 78 pp z okresu jego mobilizacji nie objęły późniejsze zmiany i poprawki. Mobilizację alarmową 78 pp przeprowadzono 23 marca 1939 w garnizonie Baranowicze. Mobilizacja rozpoczęła się od godz. 16.00 23 marca 1939 w grupie czerwonej, w jej trakcie zmobilizowano oddziały i pododdziały:
- 78 pułk piechoty, w czasie od A+18 do A+36 zorganizowany na etatach wojennych,
- dowództwo grupy kompanii asystencyjnych nr 8, w czasie A+40,
- kompania asystencyjna nr 91, w czasie A+40,
- kompania asystencyjna nr 192, w czasie A+44,
- kompania plot. km typ A nr 19, w czasie A+48[16].

Mobilizacja przebiegła sprawnie, stawiennictwo rezerwistów było wzorowe, łącznie z przybyłymi z terenów centralnej i zachodniej części kraju. Pobór koni i wozów odbył się zgodnie z planem, jakość koni i wozów była słaba. Warsztaty pułkowe starały się doprowadzić tabor konny i uprząż do stanu nadającego do podjęcia marszu. Po dokonaniu ewidencji stanów, pobraniu materiałów, mobilizację prowadzono w okolicznych wsiach. Zabrakło broni krótkiej dla części oficerów i podchorążych rezerwy. I batalion w całości był mobilizowany na terenie koszar pułku w Baranowiczach, wcielono do niego najwcześniej przybyłych rezerwistów w pierwszej kolejności pobrano sprzęt, broń i wyposażenie. Następnie celem kontynuowania dalszej organizacji odszedł do wsi Litwa. O godz. 4.00 24 marca osiągnął zdolność marszową, następnie przeszedł na stację Baranowicze Centralne, załadował się tam do wagonów kolejowych i o godz. 15.00 25 marca odjechał w kierunku Płońska, rejonu koncentracji pułku. II batalion rano 25 marca osiągnął gotowość marszową, po mszy św. i złożeniu przysięgi odszedł celem dalszej organizacji do wsi Odachowszczyzna na nocleg. 26 marca II batalion odmaszerował na stację kolejową Baranowicze Poleskie, po załadowaniu w wagony kolejowe w południe 26 marca odjechał w ślad za I/78 pp. III batalion mobilizował się w koszarach, po zmobilizowaniu 26 marca załadował się do wagonów na stacji Baranowicze i w południe odjechał w rejon Płońska. Pododdziały specjalne pułkowe w nocy 26/27 marca o godz. 2.00 rozpoczęły załadunek i o godz. 6.00 27 marca odjechały transportem kolejowym. Transporty 78 pułku piechoty pojechały trasą: Brześć nad Bugiem-Bereza Kartuska-Łuków-Siedlce-Warszawa-Modlin-Płońsk. I batalion dotarł do Płońska 26 marca o godz. 23.00 i odszedł do wsi Ćwiklinek. II batalion dojechał do Płońska 27 marca i przeszedł do wsi Sochocin. III batalion przybył do Płońska 28 marca i był skierowany do Sochocina. Transport z pododdziałami pułkowymi osiągnął Płońsk 29 marca o godz. 10.00., następnie również przeszedł do Sochocina.
W rejonie Płońska pułk przebywał do 5 lipca uzupełniając sprzęt i uzbrojenie, prowadził szkolenie i zgrywanie pododdziałów. Prowadzono marsze, ćwiczenia aplikacyjne dla oficerów, strzelania i ćwiczenia bojowe. Zgrywanie pułku utrudniła rotacja powoływanych i zwalnianych rezerwistów zarówno oficerów jak i szeregowych. W maju zmieniono dowodzących 78 pp, za pełniącego obowiązki dowódcy ppłk. Kazimierza Gorzkowskiego dowództwo objął ppłk Kazimierz Dudziński. Od 5 do 11 czerwca pluton artylerii piechoty 78 pp wraz z I dywizjonem 20 pułku artylerii lekkiej przebywał na poligonie w Czerwonym Borze, gdzie prowadził strzelania. 5 lipca 78 pułk piechoty opuścił Sochocin i Ćwiklinek, wykonał marsz poprzez Ciechanów do rejonu Mławy. W odległości od 15 kilometrów do 5 kilometrów od Mławy pułk zakwaterował się we wsiach: Żurominek - I/78 pp, Drogiszka - II/78 pp, Turza Mała - III/78 pp i Dąbrowa - pododdziały pułkowe. W trakcie pobytu w tym rejonie pododdziały prowadziły prace fortyfikacyjne na przydzielonych odcinkach obrony na przedpolu Mławy. Wykonywano rowy strzeleckie, przeszkody przeciwpancerne, schrony ziemne i stanowiska ckm. Prace fortyfikacyjne prowadzono bardzo intensywnie. W okresie letnim szczególnie nasiliła się rotacja stanów osobowych, co spowodowało przybycie rezerwistów słabiej wyszkolonych, tak intensywnego szkolenia już nie prowadzono, z uwagi na liczne prace fortyfikacyjne. W połowie sierpnia dokonano przesunięcia pułku bliżej przewidywanych stanowisk obronnych. I/78 pp zajął rejon wsi Mławka, II/78 pp przeszedł do wsi Windyki i tam wspomagał 80 pułk piechoty w pracach fortyfikacyjnych. Pluton artylerii piechoty 78 pp od 11 sierpnia zajął stanowiska na południowym skraju Mławy. 20 sierpnia z uwagi na koncentrację wojsk niemieckich na pozycjach wyjściowych w Prusach Wschodnich w pułku ogłoszono pogotowie bojowe. W nocy 23/24 sierpnia II batalion został przegrupowany do Mławy i zajął stanowiska obronne w rejonie Stara Wólka-Nowa Wólka.
W koszarach 78 pp w Baranowiczach pozostały nadwyżki mobilizacyjne złożone z rezerwistów oraz kadry zawodowej pułku. Dodatkowo w ramach poboru wiosennego w koszarach przebywali żołnierze nowo wcieleni, których intensywnie szkolono przez wyznaczoną kadrę. Całość pozostałości wchodziła w skład Oddziału Zbierania Nadwyżek 78 pp. Dowodził nimi mjr Ludwik Rau. Podczas zarządzonej mobilizacji alarmowej 24 sierpnia podjęto w koszarach 78 pp mobilizację w grupie zielonej, w czasie Z+28 dalszych pododdziałów:
- batalion km i broni towarzyszących nr 3,
- kompania przeciwpancerna typ I nr 20[21].

Po zmobilizowaniu oba oddziały zostały w Baranowiczach. Dodatkowo w Ośrodku Wyszkolenia Przeciwpancernego OK nr IX przy 78 pułku piechoty, sformowano zgodnie z planem pokojowej rozbudowy WP po wejściu w życie Planu mobilizacyjnego „W2”, zmotoryzowaną kompanię przeciwpancerną nr 91.
29 sierpnia 78 pp otrzymał rozkaz zajęcia stanowisk bojowych w rejonie Mławy.

### Działania bojowe pułku
W czasie wojny obronnej 1939 78 pułk piechoty wchodził w skład 20 Dywizji Piechoty walczącej w ramach Armii „Modlin”.

#### Bój na „pozycji mławskiej”
78 pp wraz z 20 Dywizją Piechoty w składzie Armii „Modlin” obsadził centralny odcinek obrony armii, na był to odcinek od Lasu Turskiego (wzgórze 181,1) do wsi Piekiełko (wyłącznie). O świcie 1 września 1939 78 pułk piechoty rozwinął się wraz z przydzielonymi oddziałami następująco: II Mazurski batalion Obrony Narodowej od wzg. 181,1 do Cegielni Lewickiej, III/78 pp od Cegielni Lewickiej (włącznie) do wsi Mławka (wyłącznie), I/78 pp od skraju wsi Mławka poprzez Folwark Zimocha do wsi Piekiełko (wyłącznie). II/78 pp stanowił odwód dywizji, rozlokowany po obu stronach szosy Działdowo-Mława na północno-zachodnim skraju wsi Wólka Nowa i Stara. Od godz. 4.40 strona niemiecka rozpoczęła ostrzał artyleryjski stanowisk obronnych na „pozycji mławskiej”, poprzez prowadzenie 10 minutowych nawał ogniowych na wybrane stanowiska obronne. Szczególnie ostrzeliwano stanowiska I i III batalionów 78 pp. Od godz. 5.45 artyleria niemiecka prowadziła dwugodzinną nawałę ogniową na stanowiska 78 pp. Po niej na pozycje czat pułku uderzyły niemieckie oddziały rozpoznawcze, spychając czatę III/78 pp w rejonie majątku Pruski i czatę I/78 pp w okolicach Iłowa na główne stanowiska obronne pułku około godz.8.00 w ciężkiej walce. W tych walkach śmiertelną ranę odniósł dowódca czaty I/78 pp ppor. Marian Maliński. O godz. 9.00 niemiecka piechota zaatakowała stanowiska 1 kompanii strzeleckiej zajmującej pozycje obronne na styku z batalionem III/80 pp we wsi Piekiełko. Wielokrotne niemieckie natarcia prowadzone na stanowiska 1 kompanii strzeleckiej były odrzucane ogniem broni maszynowej i artylerii polskiej. W trakcie tych walk został śmiertelnie ranny dowódca 1 kompanii kpt. Walerian Karczewski. Około południa pozycje I batalionu były atakowane przez niemieckie bombowce nurkujące. Po przedpołudniowych walkach zapanował na odcinku batalionu chwilowy spokój. W godz.15.00-17.00 niemiecka artyleria przeprowadziła dwugodzinną nawałę ogniową na stanowiska I batalionu, następnie z iłowskiego lasu wyszło niemieckie natarcie w sile batalionu piechoty prowadzone osią szosy w kierunku Mławki. Broniąca tego odcinka 3 kompania strzelecka, z bliskiej odległości ogniem broni maszynowej z bardzo wydatnym wsparciem II dywizjonu 20 pal zatrzymała natarcie, a następnie odrzuciła je do tyłu, zadając znaczne straty niemieckiemu batalionowi piechoty. Do końca dnia pozycje I/78 pp były ostrzeliwane przez niemiecką artylerię, innych aktywnych działań nieprzyjaciel nie prowadził. Na odcinku III/78 pp cały dzień trwała wymiana ognia artylerii i dochodziło jedynie do starć patroli na przedpolu pozycji obronnej. Około godz. 14.00 5 kompania strzelecka z odwodowego II/78 pp na rozkaz dowódcy dywizji przeszła na odcinek obrony 80 pp i znalazła się w odwodzie tego pułku. Odwodowy II/78 pp bez 5 kompanii o godz. 14.00 podjął przegrupowanie zgodnie z rozkazem dowódcy dywizji na południowy skraj lasu mławskiego jak wzg. 181,5 przy szosie Mława-Nibork.
2 września od rana artyleria niemiecka ostrzeliwała stanowiska I/78 pp, podczas jednej z nawał ogniowych III pluton 1 kompanii strzeleckiej nie wytrzymał ostrzału opuścił stanowiska. Niemiecka piechota wykorzystując zamieszanie wykonała wypad, celem zajęcia opuszczonych stanowisk, lecz dzięki interwencji dowódcy batalionu, pluton powrócił na stanowiska i odparł niemiecki wypad. Około godz.12.00 niemieckie lotnictwo dwukrotnie dokonało nalotów bombowych na stanowiska I batalionu, po ostrzale stanowisk niemiecka piechota o godz. 13.00 i 14.00 wykonała dwa natarcia na styk pozycji I/78 pp i III/80 pp, oba natarcia odparto przy wydatnym wsparciu artylerii dywizyjnej 20 DP. Około godz. 18.00 na pozycje 3 kompanii strzeleckiej wyszło natarcie niemieckie wzdłuż szosy Iłowo-Mława. Na stanowiskach 2 kompanii strzeleckiej odparto rozpoznawcze natarcie niemieckiej piechoty. Na odcinku III/78 pp przez cały dzień trwały walki patroli na przedpolu pozycji. 5/78 pp wspierała walkę 5/80 pp w odparciu niemieckiego natarcia w rejonie wsi Windyki.
3 września od godzin porannych stanowiska pułku na „pozycji mławskiej” były od rana ostrzeliwane przez artylerię niemiecką, której natężenie ognia rosło w miarę upływu godzin. W południe lotnictwo niemieckie rozpoczęło zmasowane naloty na stanowiska obronne 20 DP. Po godz. 17.00 oddziały niemieckie podjęły natarcie na pozycje obronne I/78 pp. W sektorze 3 kompanii strzeleckiej niemiecka piechota sforsowała rzekę Mławkę i podjęła próbę natarcia na stanowiska obronne, w intensywnym ogniu broni maszynowej niemiecki pododdział został zmuszony do wycofania się z dużymi stratami osobowymi. Broniąca styku batalionów I/78 pp i III/80 pp, 1 kompania strzelecka została silnie zaatakowana z rejonów wsi Piekiełko i Folwarku Zimocha. Natarcie na styk batalionów zostało odparte przez 1 kompanię strzelecką 78 pp, przy wsparciu 9 kompanii strzeleckiej 80 pp. Walki przedłużyły się do późnych godzin wieczornych. Na rozkaz dowódcy pułku w ten rejon przybyła odwodowa 4 kompania strzelecka, weszła w kontakt bojowy z nieprzyjacielem, ale przygotowania do kontrataku 4 kompanii odwołano, ze względu na rozkaz odwrotu. Reszta II/78 pp bez 4 i 5 kompanii otrzymała rozkaz przejścia do rejonu Sławogóra Nowa celem wsparcia w obronie I/80 pp. Na odcinku III/78 pp po zmasowanych atakach lotnictwa niemieckiego, strona niemiecka przeprowadziła półtoragodzinne intensywny ostrzał artyleryjski. Wieczorem nieprzyjaciel wyprowadził natarcie na pozycje 7 kompanii strzeleckiej w rejonie miejscowości Ruda. Niemieckie natarcie po sforsowaniu rzeki Mławka, zostało zatrzymane na linii zasieków silnym ogniem broni maszynowej i artylerii. Strona niemiecka ponownie przystąpiła do ostrzału artyleryjskiego nie ponawiając ataków. W późnych godzinach wieczornych na rozkaz dowództwa Armii „Modlin”, 20 DP miała odejść na pozycję opóźniania w rejonie Opinogóra-Szulmierz-Przasnysz. Dowódca 78 pp otrzymał rozkaz o odwrocie w nocy 3/4 września, pułk miał wycofać się dwoma drogami polnymi na Glinojeck do Wyszyn Kościelnych, po czym dołączyć do kolumny głównej 20 DP i w jej składzie dalej maszerować dalej. Pod Mławą pułk walczył ze 151 i 162 pułkami piechoty niemieckiej 61 Dywizji Piechoty, ze składu I Korpusu Armijnego 3 Armii.

#### Odwrót na linię Wisły, Bugu i Narwi
4 września o godz. 5.00 odwrót rozpoczął III/78 pp, odchodził po kolei kompaniami w kolejności 7, 8 i 9 osłanianymi przez pluton ckm na taczankach. Batalion skoncentrował się we wsi Łomia, skąd wkroczył na szosę mławską i podjął marsz w kolumnie za batalionem III/80 pp pod dowództwem mjr. Bronisława Schlichtingera. W kolumnie znalazły się również bataliony I/79 pp i I/80 pp. Z uwagi na ciągłe bombardowania lotnicze i zagrożenie przez niemieckie oddziały napierające z kierunku wschodniego, zajęcie stanowisk w rejonie Opinogóry stało się niemożliwe. Wobec powyższego zgrupowanie mjr. Schlichtingera skierowało się przez Strzegowo na Glinojeck i dalej w kierunku Wisły. W rejonie Żurominka III/78 pp został zaatakowany przez lotnictwo niemieckie i uległ rozczłonkowaniu. 8 kompania strzelecka podjęła marsz samodzielnie przez Glinojeck, Wyszogród do Modlina. W rejonie Glinojecka, gdzie były dwa mosty na Wkrze i wysoka grobla wśród bagien, kanalizował się ruch polskich jednostek, lotnictwo niemieckie poddało ten rejon w godz. 10.00-17.00 intensywnym atakom lotniczym, w tym bombardowaniom, zadając maszerującym duże straty. II/78 pp bez 4 i 5 kompanii zszedł ze stanowisk obronnych po godz. 3.30 i zebrał się w Sławogórze Starej, skąd przez Szydłówek i Szydłowo doszedł do Wyszyn Kościelnych. Gdzie rozkazem dowódcy dywizji skierowany został do wsi Drogiszka. 5 kompania 78 pp wraz z 3 kompanią strzelecką 80 pp pod dowództwem por. Bolesława Tumiłowicza pomaszerowały samodzielnie przez Glinojeck do Płońska. 4 kompania dołączyła po samodzielnym marszu do macierzystego batalionu we wsi Drogiszka. W rejonie Drogiszki dowódca 78 pp wydał rozkaz marszu II/78 pp przez Glinojeck do Modlina. I batalion 78 pp o godz. 4.30 rozpoczął schodzenie ze stanowisk, w kolejności 1, 2 i 3 kompanie strzeleckie wraz z plutonami ckm. Batalion miał koncentrować się w rejonie Żurominka. Jako ostatnia schodziła osłaniająca odejście batalionu 3 kompania strzelecka. Rozkazu do odwrotu nie otrzymały wszystkie pododdziały, np. plutony: II/2 kompanii strzeleckiej bronił pozycji do godz. 9.00 4 września, a IV/1 kompania ckm utrzymywała pozycje, aż do godz.12.00. 3 kompania strzelecka nie zastała w rejonie Żurominka własnego batalionu i podjęła marsz samodzielnie. Większość I/78 pp o godz. 11.00 dotarł do lasów opinogórskich, dotarł tam też dowódca pułku ppłk Kazimierz Dudziński, który podczas odwrotu został ranny. O godz. 14.00 przekazał dowództwo pułku mjr. Antoniemu Bedronkowi, sam odjechał do szpitala. Dowództwo I/78 pp objął kpt. Walerian Nowaczyk. W późnych godzinach popołudniowych I/78 pp podjął marsz w kierunku Glinojecka. Tam w trakcie bombardowania uległ rozczłonkowaniu, jego pododdziały kierowały się różnymi drogami ku Wiśle. Część przez Raciąż na Płock, część przez Płońsk na Wyszogród i na Modlin.
5 września kolumna mjr. Schlichtingera w składzie III/78 pp bez 8 kompanii, I/80 pp bez 3 kompanii i I/79 pp dotarła do Raciąża, skąd rozkazem gen. bryg. Władysława Andersa podjęło marsz na Płock. W Raciążu do III/78 pp dołączyła 3 kompania strzelecka 78 pp. III/78 pp w kolumnie mjr. Schlichtingera o godz. 18.00 osiągnął Bielsk o godz. 23.00 w składzie kolumny przekroczył most na Wiśle w Płocku. Z I/78 pp dwa plutony z 1 i dwa plutony z 2 kompanii po przejściu z rejonu Glinojecka skierowały się do Wyszogrodu.
6 września o świcie III/78 pp bez 8 kompanii z 3 kompanią opuścił Płock i wyruszył w rejon Brochowa, gdzie koncentrowała się 20 DP. Po całodziennym marszu batalion dotarł do zachodnich skrajów Puszczy Kampinoskiej. Około godz. 3.00 zgrupowanie I batalionu 78 pp wraz mjr. Antonim Bedronkiem osiągnęło Wyszogród, ale po stwierdzeniu, że most został wysadzony wykonano marsz do Czerwińska na most pontonowy. Po przeprawieniu się przez most ok. godz.5.00 zgrupowanie skierowało się do wsi Myszory na zachodnich krańcach Puszczy Kampinoskiej. W godzinach popołudniowych kompanie 5/78 pp wraz z 3/80 pp pod dowództwem por. Tumiłowicza doszły do Płońska i dołączyły do batalionu III/80 pp. Całość tego zgrupowania nocą 6/7 września wyruszyło do Modlina.
7 września 78 pułk piechoty koncentrował się w rejonie wsi Myszory, gdzie porządkował szeregi. Do pułku dołączały pododdziały, które utraciły łączność z pułkiem w trakcie odwrotu spod Mławy. Dołączył II batalion pododdziały pułkowe z plutonem artylerii piechoty na czele. O godz. 20.00 pułk wyruszył w marsz drogami puszczańskimi w rejon Kazunia przez: Piaski, Krubiczew, Stare Polesie, Wilków Nowy, Leoncin. O godz.8.00 resztki kompanii 5/78 pp, kompania 3/80 pp i batalion III/80 pp osiągnęły Modlin. Z rozkazu gen. bryg. Juliusza Zulaufa oddział ten został wysłany do obrony przedmościa Dębe, celem wzmocnienia tego odcinka. Tego dnia 20 DP weszła w skład Grupy Operacyjnej gen. Zulaufa.
8 września 78 pp po całonocnym marszu przez Puszczę Kampinoską, zatrzymał się w rejonie miejscowości Rybitew i Kazuń Polski na północno-wschodnich krańcach puszczy. Tego też dnia 5 i 8 kompanie strzeleckie 78 pp oraz 9 kompania strzelecka 79 pułku piechoty pod dowództwem kpt. Roberta Hoppe utworzyły zbiorczy batalion piechoty, który razem z III/80 pp bez 9 kompanii z 3 kompanią 80 pp utworzyły zgrupowanie ppłk dypl. Konstantego Zaborowskiego. Zgrupowanie obsadziło stanowiska w rejonie Dębego z zadaniem zamknięcia kierunku na Jabłonnę i obrony linii Narwi. Batalion zbiorczy obsadził rejon Orzechowa, dwa plutony 8 kompanii 78 pp obsadziły rejon wysadzonego mostu kolejowego w Orzechowie. W nocy 8/9 września 78 pp przeszedł przez most na Wiśle w Nowym Dworze i pomaszerował w rejon Jabłonna, Legionowo.
9 września 78 pp zatrzymał się na postój w lasach Nadleśnictwa Drewnica na zachód od Słupna, tam podjął reorganizację oddziałów. Pułk przesunięto do południowej części lasu majątku Jabłonna wschód od Nieporętu i tam kontynuował reorganizację. Poszczególne bataliony zajęły rejony: I/78 pp po przemarszu przez Nieporęt i Białobrzegi stanął na postój w pobliżu gajówki położonej po północnej stronie budowanej drogi Białobrzegi-Beniaminów. II/78 pp po przemarszu poprzez Wieliszew-Nieporęt w lesie przy skrzyżowaniu dróg Nieporęt-Struga i Nieporęt-Rembelszczyzna. III/78 pp po początkowym błądzeniu i marszu przez Kąty Węgierskie w kierunku Strugi, zawrócony, zatrzymał się na północno-zachodnim cyplu lasów majątku Jabłonna w pobliżu gajówki. Dowództwo pułku i pododdziały pułkowe w Nieporęcie, dowódca pułku na plebanii. Podczas walk i odwrotu spod Mławy pułk poniósł straty bliskie 35% stanu osobowego. Po reorganizacji bataliony liczyły ok. 500 żołnierzy z 5-7 ckm w każdym.

#### Walki na linii Bugu i Narwi
10 września 1939 w godzinach popołudniowych dowódca 20 DP otrzymał rozkaz obsadzenia odcinka obronnego na linii Bugu i Narwi od Zegrza do ujścia rzeki Rządzy. W I rzucie obrony stanowiska miał zająć 78 pp wraz z 80 pp. 79 pp pozostał w odwodzie dywizji. Z tego względu w godzinach wieczornych III/78 pp bez 8 kompanii przeszedł do wschodniej części lasu majątku Zegrze w rejonie Białobrzeg, II/78 pp został skierowany na południowy wschód od Nieporętu w rejon gajówki na zachód od szosy.
11 września oddział niemiecki sforsował Bug i Narew pod Rynią rozpoczął przesuwanie w kierunku wsi Wolica. Po nocnym przegrupowaniu III/78 pp (bez 8 kompanii) zajął stanowiska wyjściowe przy drodze Beniaminów-Rynia. W ciągu dnia III batalion ponownie został przesunięty na skrzyżowanie dróg Wieliszew-Legionowo-Zegrze-Nieporęt, gdzie stał do rana 12 września. 11 września po południu odtworzona 5 kompania strzelecka II/78 pp została wyznaczona do rozpoznania północno-wschodniego skraju lasu majątku Zegrze, na południe od Ryni. W trakcie działań rozpoznawczych przed wsią Siwek została ostrzelana ogniem niemieckiej artylerii, wysłany patrol oficerski stwierdził obecność niemieckich oddziałów obsadzających rzekę Rządzę. Poległ tam dowódca 5 kompanii ppor. Włodzimierz Askoldowicz, a kompania samowolnie wycofała się na pozycje II/78 pp. Natarcie 80 pp nie doprowadziło do wyparcia oddziałów niemieckich. Tego dnia gen. Zulauf rozwiązał zgrupowanie ppłk. dypl. Zaborowskiego, do pułku wyruszyły kompanie z batalionu zbiorczego kpt. Roberta Hope, faktycznie dotarły do pułku przed południem 12 września.
12 września do organizacji ponownego natarcia został wyznaczony płk dypl. Franciszek Dudziński dowódca Piechoty Dywizyjnej 20 DP. Zgodnie z nowymi rozkazami 78 pp miał nacierać na kierunku Białobrzegi-Rynia, a 80 pp na kierunku Siwek-Wolica. 78 pp ugrupował się do natarcia, zajmując batalionami stanowiska wyjściowe: I/78 pp do wsi Siwek, gdzie nawiąże kontakt z 80 pp i zapewnił mu osłonę oraz osłonił II/78 pp. II batalion zajął podstawę do natarcia na północnym skraju lasu majątku Zegrze w kierunku na Rynię. III/78 pp miał podejść wzdłuż Narwi pod Rynię i zająć podstawę do ataku wzdłuż drogi Białobrzegi-Rynia. O godz. 18.00 78 pp wyruszył do natarcia. II/78 pp z trzema kompaniami w I rzucie wyruszył do natarcia zajmując pierwsze przedmioty terenowe, w drugiej fazie natarcia na batalion otworzyła silny ostrzał z broni maszynowej piechota niemiecka oraz został ostrzelany przez artylerię niemiecką, natarcie załamało się. Batalion w miejscu zaczął się okopywać, ze względu na rosnące straty o godz. 20.00 mjr Andrzej Sujkowski rozkazał odwrót na stanowiska wyjściowe. II batalion zajął obronę w rejonie skrzyżowania dróg Białobrzegi-Siwek i Beniaminów-Siwek-Rynia. Z uwagi na zbyt długie zatrzymanie III/78 pp w odwodzie dywizji w poprzednim miejscu jego postoju, batalion nie dotarł na czas do rejonu wyjściowego, do natarcia na Rynię. Przed zmrokiem idąca w straży przedniej I/78 pp, 3 kompania strzelecka została ostrzelana po wyjściu z lasu ogniem niemieckiej artylerii oraz z broni maszynowej ze wsi Siwek. Zdecydowane natarcie 3 kompanii pomimo silnego ostrzału doprowadziło do wyrzuceniu nieprzyjaciela za rzekę Rządzę i zdobycie wsi Siwek. Pomimo początkowych sukcesów natarcie 80 pp załamało się i wycofał się na pozycje wyjściowe.
13 września 78 pp miał ponowić natarcie zgodnie z założeniami z dnia poprzedniego. Obok miał nacierać 79 pp, a z chwilą przejścia do natarcia 79 pp, do odwodu miał przejść 80 pp. Do 78 pp dołączył przed świtem III batalion i zajął swoje stanowiska wyjściowe do natarcia mając w I rzucie 7 i 8 kompanie strzeleckie z plutonami ckm, po obu stronach drogi Białobrzegi-Rynia, z 9 kompanią strzelecką i częścią 3 kompanii ckm w II rzucie. Zdecydowane natarcie III batalionu doprowadziło do zdobycia Ryni około godz.12.00 i zmusiło do wycofania się oddziały niemieckie za ujście rzeki Rządzy do Narwi. O godz. 14.00 dowódca 20 DP płk dypl. Wilhelm Lawicz-Liszka otrzymał informacje o sforsowaniu rzeki Narew przez oddziały niemieckiej 32 DP pod miejscowością Dębe, z uwagi na powyższe groziło wyjście na tyły 20 DP niemieckiej 32 DP. Do osłony odwrotu pułku został wyznaczony III/78 pp, który obsadził wieś Ostrów. 3 kompania strzelecka wycofała się rano 13 września ze wsi Siwek i dołączyła do I/78 pp. W trakcie walk z oddziałami niemieckiej 217 DP, 78 pp utracił 20% stanów osobowych. 20 DP wycofała swoje oddziały w kolejności: 80 pp, artyleria dywizyjna, 79 pp i jako ostatni 78 pp. III/78 pp stanowił straż tylną od strony Ryni. II/78 pp osłaniał odejście 20 DP zajmując pozycje na wzniesieniach pomiędzy gajówką Pilawa, a Nieporętem i po odejściu dywizji miał dołączyć na końcu kolumny dywizyjnej. 78 pp wycofał się około godz. 0.30 14 września z rejonu Białobrzegi-Nieporęt.

#### W obronie Warszawy
14 września po nocnym przemarszu po trasach Nieporęt-Białołęka-Aleksandrów-Nowe Bródno oraz Jabłonna-Henryków-Pelcowizna oddziały 20 DP doszły do Warszawy. Dowódca 20 DP otrzymał rozkaz obsadzenia pododcinka „Północnego” odcinka Warszawa-Wschód (Praga). 20 DP miała zamknąć kierunki na Pragę na odcinku: rzeka Wisła-Pelcowizna-Cmentarz Bródnowski-Folwark Bródno--Folwark Zacisze-Folwark Elsnerów-Folwark Dotrzyma-linia kolejowa do Rembertowa. 78 pp pod dowództwem mjr Antoniego Bedronka obsadził stanowiska obronne w sektorze „Targówek” od ul. Białołęckiej włącznie do Folwarku Zacisze wyłącznie. I batalion na wysuniętej pozycji Kolonia Aleksandrów-Aleksandrów. II batalion od ul. Białołęckiej wzdłuż Cmentarza Bródnowskiego, do styku z przydzielonym do 79 pp IV batalionem 210 pp. III batalion na odcinku Folwark Bródno, Folwark Zacisze, w styczności z przydzielonym do 80 pp III batalionem 41 pułku piechoty na prawym skrzydle.
15 września przed świtem bataliony 78 pp obsadziły przydzielone pozycje obronne. Od dnia obsadzenia sektora obrony 78 pp był pod ciągłym ostrzałem artylerii niemieckiej. Od godz. 13.00 I/78 pp nawiązał styczność ogniową z oddziałami niemieckimi nacierającymi z rejonu Henrykowa wzdłuż linii kolejowej z Jabłonny w kierunku na Annopol. W nocy 15/16 września 2 kompania strzelecka przeprowadziła wypad w kierunku Annopola.
16 września oddziały niemieckie wykonały natarcie na Aleksandrów obsadzone przez I batalion 78 pp, pomimo wyparcia batalionu, kontratak wyrzucił oddziały niemieckie z miejscowości. Ponowne niemieckie natarcie doprowadziło do opanowania miejscowości i powtórny kontratak I/78 pp pozwolił odbić Aleksandrów. O północy 16/17 września nocnym natarciem oddziały niemieckie ponownie zajęły Aleksandrów.
17 września od godz. 8.00 I batalion bronił Annopola przed natarciem niemieckim, kontratak jednej z kompanii załamał się w ostrzale niemieckiej piechoty i artylerii. Z uwagi na duże straty i zmęczenie I/78 został wycofany ze stanowisk pod Aleksandrowem do odwodu 78 pp w rejonie Cmentarza Żydowskiego na Bródnie. O godz. 16.45 niemiecki batalion piechoty, zaatakował pozycje II batalionu w Cmentarza Bródnowskiego, walki trwały do godz. 19.50 w ich wyniku niemieckie natarcie odparto. W nocy 17/18 września na pozycje pułku wyszły trzy natarcia, które odparto, walki trwały przez całą noc do godz. 4.30.
18 września ponownie niemiecka piechota wykonała nocne natarcie o godz. 21.30 z kierunku Nowego Bródna, które odparto. Ponownie nieprzyjaciel zaatakował w tym samym kierunku o godz. 2.00 w nocy, również to natarcie odparto.
19 września na pozycje 78 pp artyleria niemiecka prowadziła nawały ogniowe oraz piechota prowadziła działalność patrolową i rozpoznawczą. Wśród poległych od ostrzału artylerii był por. Kazimierz Adamowicz. W nocy 19/20 września pododdziały II batalionu dokonały wypadu na Stefanówkę, którą opanowały. W wyniku niemieckiego kontrataku pododdziały II/78 pp zostały z niej wyparte.
20 września od godz.21.00 do 23.00 nieprzyjaciel wykonał kolejne uderzenia z kierunku Nowego Bródna, niemieckie natarcie zostało załamane przez obronę II/78 pp na przedpolu Cmentarza Bródnowskiego. Wróg wycofał się ze znacznymi stratami.
21 września niemiecka piechota zachowywała się biernie, artyleria niemiecka prowadziła ostrzał pozycji pułku. W nocy 21/22 września oddziały 78 pp dokonały ponownego wypadu na Stefanów, zakończył się niepowodzeniem.
Zgodnie z raportem dowódcy odcinka „Warszawa-Wschód” na Pradze gen. bryg. Juliusza Zulaufa, 78 pułk piechoty na dzień 22 września posiadał na stanie 69 oficerów i 2453 szeregowych oraz 541 koni, 9 armat przeciwpancernych, 52 rkm i 28 ckm. Tego dnia III/78 pp został zluzowany przez I batalion 144 pułku piechoty pod dowództwem mjr. Józefa Skwarnickiego. III/78 pp przeszedł do odwodu na Targówek. 22 i 23 września nieprzyjaciel nadal zachowywał się biernie, jedynie prowadził działania rozpoznawcze i intensywnie ostrzeliwał stanowiska obronne pułku.
23 i 24 września odcinek obrony 20 DP był intensywnie bombardowany przez niemieckie lotnictwo. 26 września od godz. 12.30 stanowiska 78 pp były przez kilka godzin intensywnie ostrzeliwane przez artylerię niemiecką. O godz. 22.45 na stanowiska II/78 pp z rejonu Nowego Bródna niemiecka piechota wykonała natarcie, które odparto. W nocy 26/27 września o godz.1.00 natarcie niemieckiej piechoty ponowiono, które również odparto. 27 września zostało wprowadzone o godz.14.00 zawieszenie broni. W związku z kapitulacją Warszawy oddziały 78 pp przeszły do rejonu zakwaterowania, gdzie odbyły się zbiórki i apele. 78 pp złożył broń w północnej części Ogrodu Zoologicznego na Pradze. 29 września o godz. 20.00 żołnierze 78 pułku piechoty wyruszyli w kolumnie marszowej „B” do niewoli, kolumna była prowadzona przez płk. dypl. Wilhelma Liszkę-Lawicza przez Warszawę na Wolę, skąd następnie podjęto dalszy marsz do obozu przejściowego w Żyrardowie.

### Oddział Zbierania Nadwyżek 78 pp i batalion marszowy 78 pp

#### Batalion marszowy 78 pp
Ze względu na brak w rejonie mobilizacji pułku dostatecznej liczby szeregowych rezerwy narodowości polskiej, mobilizację batalionu marszowego 78 pp zlecono Kadrze Zapasowej Piechoty Tarnów. W ramach I rzutu mobilizacji powszechnej do 4 dnia jej trwania w Tarnowie został zmobilizowany batalion marszowy 78 pułku piechoty kryptonim „Dąb”, którego dowódcą został por. Władysław Łotuszka. Po zmobilizowaniu, bm 78 pp został rozkazem dowódcy Armii „Karpaty” włączony w skład organizującej obronę linii Dunajca 24 Dywizji Piechoty. Dowódca dywizji przydzielił batalion marszowy 78 pp, dowódcy III batalionu 165 pułku piechoty jako wzmocnienie jego grupy. 6 września batalion marszowy dozorował północny odcinek obrony Dunajca pomiędzy Bobrownikami Wielkimi, a ujściem rzeki Białej do Dunajca. 7 września o odwrocie 24 DP i zgrupowania III/165 pp, za Wisłokę batalion marszowy 78 pp i 103 kompania kolarzy nie zostały powiadomione. Ostatecznie batalion marszowy 78 pułku piechoty kryptonim „Dąb” wszedł w skład 16 pułku piechoty 6 Dywizji Piechoty jako jego III batalion i dzielił z pułkiem dalsze losy.

#### Oddział Zbierania Nadwyżek 78 pp
Po zmobilizowaniu i wyjeździe na północne Mazowsze w marcu 1939 78 pp, w koszarach pozostała nadwyżka rezerwistów z mobilizacji, część kadry zawodowej pułku oraz kontyngent powołanych w marcu do służby wojskowej poborowych. Dowództwo nad pozostałymi w garnizonie Baranowicze żołnierzami 78 pp objął pokojowy II zastępca dowódcy 78 pp mjr Ludwik Rau. Dowódca pozostałości wraz z kadrą był odpowiedzialny za szkolenie kontyngentu szeregowych i pozostających w garnizonie nadwyżek rezerwistów. Ponadto dokonywał wymiany rezerwistów wysyłanych do pułku „w polu”, uzupełniał brakujące wyposażenie i sprzęt. Jako dowódca całości nadwyżek w Baranowiczach z 78 pp kierował sierpniową mobilizacją alarmową formowanych pododdziałów oraz mobilizacją powszechną. 2 września do Ośrodka Zapasowego 20 Dywizji Piechoty w Słonimiu wyszedł marszem pieszym Oddział Zbierania Nadwyżek 78 pp pod dowództwem kpt. Zygmunta Mariana Ziemby, celem wcielenia w skład Ośrodka. Jednak z uwagi na zmianę koncepcji obrony Polesia i terenów wschodnich II RP podjęto decyzję o zorganizowaniu na bazie już zmobilizowanych jednostek i jednostek zapasowych zgrupowań bojowych. Zgodnie z rozkazem dowódcy OK nr IX gen. bryg. Franciszka Kleeberga z OZ 20 DP rozpoczęto organizację Zgrupowania „Drohiczyn Poleski”. OZN 78 pp 8 września został odesłany do Baranowicz, celem utworzenia na bazie zgrupowanych w garnizonie oddziałów Zgrupowania „Jasiołda”. Z żołnierzy nadwyżek 78 pp, to jest młodszego rocznika oraz młodszych wiekiem rezerwistów sformowano I batalion piechoty pod dowództwem kpt. Zygmunta Mariana Ziemby, dobrze wyszkolony i dość dobrze uzbrojony. W garnizonie pozostały zmobilizowane w ramach sierpniowej mobilizacji alarmowej: 3 batalion karabinów maszynowych i broni towarzyszących pod dowództwem mjr. Stanisława Józefa Gierki i 20 zmotoryzowana kompania przeciwpancerna oraz 4 kompania 93 batalionu wartowniczego. Z nadwyżek oficerów zmobilizowanych z rezerwy powstała kompania kadrowa. Dodatkowo w skład zgrupowania wszedł 5 batalion Junackich Hufców Pracy. Zgrupowanie „Jasiołda” wyruszyło z Baranowicz w nocy 11/12 września na wskazane przez gen. Kleeberga pozycje Motol-Borowa, tam mjr Ludwik Rau zorganizował pododdział rozpoznawczy pod dowództwem kpt. Stanisława Skwirzyńskiego. W dniu 15 września na dowódcę zgrupowania został wyznaczony ppłk dypl. Wilhelm Paszkiewicz z dowództwa OK nr IX. 18 września zgrupowanie odbyło marsz do Newla. Od 17 do 21 września na terenie Polesia zgrupowanie prowadziło potyczki z grupami dywersyjnymi. 21 września większość Zgrupowania „Jasiołda” po walce w rejonie wsi Huta Stepańska zostało rozbite i następnie cześć żołnierzy dostała się do sowieckiej niewoli. Resztki zgrupowania przedarły się nad Bug w rejon Orchówek, Okuninka, Tarasiuki i weszło w skład 178 pułku piechoty. Dzieliło dalsze losy z 50 Dywizją Piechoty „Brzoza” w składzie Samodzielnej Grupy Operacyjnej „Polesie”.
| Struktura organizacyjna i obsada personalna we wrześniu 1939 | Struktura organizacyjna i obsada personalna we wrześniu 1939                                                  |
| Stanowisko                                                   | Stopień, imię i nazwisko                                                                                      |
| Dowództwo                                                    | Dowództwo |
| ------------------------------------------------------------ | --- |
| dowódca pułku                                                | ppłk Kazimierz Dudziński (4 IX ranny pod Mławą)                                                               |
| dowódca pułku                                                | mjr piech. Antoni Marian Bedronek (od 4 IX)                                                                   |
| I adiutant                                                   | kpt. Marian Wysokiński                                                                                        |
| II adiutant                                                  | ppor. rez. Bolesław Kazimierz Kramarz                                                                         |
| oficer informacyjny                                          | ppor. rez. Brunon Ignacy Kmiecik                                                                              |
| oficer łączności                                             | kpt. Wiktor Jerzy Książkiewicz                                                                                |
| kwatermistrz                                                 | por. Witold Grabowski                                                                                         |
| naczelny lekarz                                              | kpt. dr med. Aleksander Krause                                                                                |
| oficer żywnościowy                                           | ppor. rez. Józef Ignacy Rzepecki                                                                              |
| oficer gospodarczy                                           | ppor. rez. Antoni Wasilewski                                                                                  |
| kapelan                                                      | ks. kap. rez. Aleksander Kornilak                                                                             |
| dowódca kompanii gospodarczej                                | ppor. rez. Jerzy Hołociński                                                                                   |
| zastępca dowódcy kompanii gosp.                              | ppor. rez. Kazimierz Daszkiewicz                                                                              |
| I batalion                                                   | |
| dowódca I batalionu                                          | mjr piech. Antoni Marian Bedronek (do 4 IX)                                                                   |
| dowódca I batalionu                                          | kpt. Walerian Nowaczyk (od 4 IX)                                                                              |
| adiutant batalionu                                           | ppor. rez. Marian Borkowski                                                                                   |
| dowódca plutonu łączności                                    | ppor. rez. Bolesław Sadowski                                                                                  |
| oficer żywnościowy                                           | ppor. rez. Ireneusz Szymański                                                                                 |
| oficer gospodarczy                                           | ppor. rez. Kazimierz Jaskurzyński                                                                             |
| lekarz batalionu                                             | ppor. rez. dr med. Herman Lewkowicz                                                                           |
| dowódca 1 kompanii strzeleckiej                              | kpt. Walerian Karczewski (1 IX 1939 zmarł z ran) por. Gustaw Grzechnik                                        |
| dowódca I plutonu                                            | ppor. rez. Antoni Malik                                                                                       |
| dowódca II plutonu                                           | ppor. rez. inż. Zygmunt Miara                                                                                 |
| dowódca III plutonu                                          | ppor. rez. Joachim Ela Melcer                                                                                 |
| dowódca 2 kompanii strzeleckiej                              | kpt. Konstanty Olszewski                                                                                      |
| dowódca I plutonu                                            | ppor. rez. Kazimierz Domanowski                                                                               |
| dowódca II plutonu                                           | ppor. rez. Mikołaj Żelaźniakiewicz                                                                            |
| dowódca III plutonu                                          | por. rez. Stanisław Henryk Malicki                                                                            |
| dowódca 3 kompanii strzeleckiej                              | por. Jan Głaz                                                                                                 |
| dowódca 3 kompanii strzeleckiej                              | ppor. rez. Władysław Więckowski (od 12 IX)                                                                    |
| dowódca I plutonu                                            | ppor. rez. Stefan Władysław Supeł                                                                             |
| dowódca II plutonu                                           | ppor. rez. Władysław Więckowski                                                                               |
| dowódca III plutonu                                          | ppor. rez. Józef Girej                                                                                        |
| dowódca 1 kompanii ckm                                       | por. Romuald Jakuć                                                                                            |
| dowódca I plutonu                                            | ppor. Kazimierz Biskupski                                                                                     |
| dowódca II plutonu                                           | ppor. rez. Kazimierz Paszwa                                                                                   |
| dowódca III plutonu                                          | ppor. rez. Edward Tylman                                                                                      |
| dowódca IV plutonu (taczanki)                                | ppor. rez. Ryzler-Sidziński                                                                                   |
| dowódca plutonu moździerzy                                   | ppor. rez. Zygmunt Łanowicki                                                                                  |
| II batalion                                                  | |
| dowódca II batalionu                                         | mjr Andrzej Tadeusz Sujkowski                                                                                 |
| adiutant batalionu                                           | ppor. rez. Stefan Barańczyk                                                                                   |
| dowódca plutonu łączności                                    | ppor. rez. Stefan Łada                                                                                        |
| oficer żywnościowy                                           | ppor. rez. Michał Rudlewski                                                                                   |
| oficer gospodarczy                                           | ppor. rez. Józef Marian Michałkowicz                                                                          |
| lekarz batalionu                                             | ppor. rez. lek. med. Załmon Limon                                                                             |
| dowódca 4 kompanii strzeleckiej                              | kpt. Tadeusz Wroński (ranny pod Mławą)                                                                        |
| dowódca I plutonu                                            | ppor. rez. Antoni Rajtar                                                                                      |
| dowódca II plutonu                                           | ppor. rez. mgr Bruno Neumann                                                                                  |
| dowódca III plutonu                                          | ppor. rez. Stanisław Stanek                                                                                   |
| dowódca 5 kompanii strzeleckiej                              | por. Bolesław Tumiłowicz ppor. rez. Włodzimierz Askoldowicz (do 11 IX) ppor. Feliks Piotr Piasecki (od 12 IX) |
| dowódca I plutonu                                            | ppor. Feliks Piotr Piasecki                                                                                   |
| dowódca II plutonu                                           | ppor. rez. Włodzimierz Askaldowicz                                                                            |
| dowódca III plutonu                                          | ppor. rez. Bolesław Gołębicki                                                                                 |
| dowódca 6 kompanii strzeleckiej                              | por. Julian Sebastian Łącki,                                                                                  |
| dowódca 6 kompanii strzeleckiej                              | ppor. Edmund Marian Huciński (od 12 IX)                                                                       |
| dowódca I plutonu                                            | ppor. Edmund Marian Huciński                                                                                  |
| dowódca II plutonu                                           | ppor. rez. Józef Czaboćko                                                                                     |
| dowódca III plutonu                                          | ppor. rez. mgr Czesław Stefanowicz                                                                            |
| dowódca 2 kompanii ckm                                       | por. Antoni Karol Langer                                                                                      |
| dowódca I plutonu                                            | ppor. rez. Stefan Michałowski                                                                                 |
| dowódca II plutonu                                           | ppor. rez. Jan Marian Nawrocki                                                                                |
| dowódca III plutonu                                          | sierż. Aleksander Kandziura                                                                                   |
| dowódca IV plutonu (taczanki)                                | ppor. rez. Stanisław Majkowski                                                                                |
| dowódca plutonu moździerzy                                   | ppor. rez. Władysław Szymko                                                                                   |
| III batalion                                                 | |
| dowódca III batalionu                                        | mjr Stanisław Miśkiewicz                                                                                      |
| adiutant batalionu                                           | ppor. rez. Józef Antoni Skubida                                                                               |
| dowódca plutonu łączności                                    | ppor. rez. Mieczysław Kruk                                                                                    |
| oficer żywnościowy                                           | ppor. rez. Kazimierz Domański                                                                                 |
| oficer gospodarczy                                           | ppor. rez. Mieczysław Marian Mąkosza                                                                          |
| lekarz batalionu                                             | ppor. rez. lek. med. Michał Kozłowski                                                                         |
| dowódca 7 kompanii strzeleckiej                              | por. rez. Jan Bożek ppor. rez. Eugeniusz Sieniewicz                                                           |
| dowódca I plutonu                                            | ppor. rez. Piotr Choroszewski                                                                                 |
| dowódca II plutonu                                           | ppor. rez. Bolesław Giecold                                                                                   |
| dowódca III plutonu                                          | ppor. rez. Bolesław Sidziński                                                                                 |
| dowódca 8 kompanii strzeleckiej                              | por. Kazimierz Adamowicz (+19 IX )                                                                            |
| dowódca I plutonu                                            | ppor. rez. Witold Hryniewicz                                                                                  |
| dowódca II plutonu                                           | ppor. rez. Mikołaj Rucki                                                                                      |
| dowódca III plutonu                                          | ppor. rez. inż. Wincenty Dziadowicz                                                                           |
| dowódca 9 kompanii strzeleckiej                              | kpt. Walerian Nowaczyk ppor. rez. Eugeniusz Rafał Pielachowski (od 4 IX)                                      |
| dowódca I plutonu                                            | ppor. rez. Eugeniusz Rafał Pielachowski                                                                       |
| dowódca II plutonu                                           | ppor. rez. Gawrylenia                                                                                         |
| dowódca III plutonu                                          | ppor. rez. Wincenty Puzinowski                                                                                |
| dowódca 3 kompanii ckm                                       | por. Edward Rytwiński                                                                                         |
| dowódca I plutonu                                            | ppor. rez. Eugeniusz Sieniewicz                                                                               |
| dowódca II plutonu                                           | ppor. rez. Michał Sucharew                                                                                    |
| dowódca III plutonu                                          | ppor. rez. Aleksander Ostrowski                                                                               |
| dowódca IV plutonu (taczanki)                                | ppor. Aleksander Ostaszewski                                                                                  |
| dowódca plutonu moździerzy                                   | ppor. rez. Zygfryd Szpiler                                                                                    |
| Pododdziały specjalne                                        | |
| dowódca kompanii zwiadu                                      | por. Włodzimierz Gryńczyk                                                                                     |
| dowódca plutonu konnego                                      | ppor. rez. Romuald Witkowski                                                                                  |
| dowódca plutonu kolarzy                                      | ppor. rez. Waldemar Gryglas                                                                                   |
| dowódca kompanii ppanc                                       | por. Piotr Dubiński                                                                                           |
| dowódca I plutonu                                            | ppor. rez. Adam Wróblewski                                                                                    |
| dowódca II plutonu                                           | ppor. Wacław Knuth                                                                                            |
| dowódca III plutonu                                          | NN |
| dowódca plutonu artylerii piechoty                           | por. art. Józef Tadeusz Kowalski                                                                              |
| zastępca dowódcy plutonu art.piech.                          | ppor. rez. Tadeusz Wacław Daniszewski                                                                         |
| dowódca plutonu pionierów                                    | por. Kazimierz Sobolewski                                                                                     |
| dowódca plutonu pgaz.                                        | por. Karol Golmont                                                                                            |

## Symbole pułku
Sztandar
16 kwietnia 1923 roku prezydent RP Stanisław Wojciechowski zatwierdził chorągiew 78 pp. Chorągiew ufundowało miasto Baranowicze i ziemia baranowicka. Wręczył go pułkowi 1 czerwca 1923 roku w Baranowiczach gen. Lucjan Żeligowski. Od 28 stycznia 1938 roku chorągiew pułkowa zaczęła być oficjalnie nazywana sztandarem. Sztandar obecnie znajduje się w Muzeum Wojska Polskiego w Warszawie.
Odznaka pamiątkowa
23 sierpnia 1928 roku gen. dyw. Daniel Konarzewski, w zastępstwie Ministra Spraw Wojskowych, zatwierdził wzór i regulamin odznaki pamiątkowej 78 pp. Odznaka ma kształt wielopromiennej gwiazdy pokrytej białą emalią z krawędziami w kolorze złotym. W środku znajduje się tarcza granatowo emaliowana, na której wpisano numer i inicjały 78 P.P. Tarcza okolona jest wieńcem z liści laurowych w kolorze srebra, związanego złotą kokardą. U góry tarcza zwieńczona jest srebrnym orłem wojskowym ułożonym na dwu skrzyżowanych mieczach ze złotymi rękojeściami. Na poziomych promieniach wpisano datę powstania pułku l0.IV.1920. Oficerska - dwuczęściowa, wykonana w srebrze, złocona i emaliowana. Wykonanie: Wiktor Gontarczyk - Warszawa.

## Strzelcy słuccy
Dowódcy pułku
- ppłk / płk piech. Jan Januszewski (10 IV - 31 V 1920)
- płk piech. Karol Ludwik Hausser (1 IX 1920 - XII 1922[51] → dowódca piechoty dywizyjnej 18 DP)
- ppłk piech. Emanuel Jakubiczka (I 1923[52] - X 1925[53] → dowódca 17 pp)
- płk piech. Mieczysław Sokół-Szahin (1927 - 1935 → komendant Miasta Przemyśl)
- ppłk piech. Alfred Jan Schmidt (od 4 VI 1935)
- ppłk piech. Kazimierz Marian Dudziński (VI – 4 IX 1939)
- mjr piech. Antoni Marian Bedronek (od 4 IX 1939[54])

Zastępcy dowódcy pułku
- ppłk piech. Konrad Sieciński (od 10 VII 1922 – 16 XII 1922 → zastępca dowódcy 28 pp[56])
- ppłk piech. Eugeniusz Skulski (16 XII 1922[56] – 1923 → komendant PKU Ostrowiec)
- ppłk piech. Zdzisław Sikorski[57] (1924[58][59]) – V 1926[60] → oficer placu Słonim)
- ppłk piech. Karol Guilleaume (od X 1926[61])
- mjr / ppłk dypl. piech. Piotr Kończyc (V 1927[62] - III 1931 → delegat Sztabu Głównego przy Dyrekcji Robót Publicznych w Warszawie, Łodzi, Lublinie i Białymstoku oraz Dyrekcji Dróg Wodnych w Warszawie[63])
- ppłk piech. Józef Kobyłecki (III 1931[64] – XI 1935 → dowódca 13 pp)

II zastępcy (kwatermistrzowie)
- mjr piech. Ludwik Rau (III 1931[65] – III 1939)
- por. piech. Witold Grabowski (III – 27 IX 1939)

### Żołnierze 78 pułku piechoty - ofiary zbrodni katyńskiej
Biogramy ofiar zbrodni katyńskiej znajdują się między innymi w bazach udostępnionych przez Ministerstwo Kultury i Dziedzictwa Narodowego oraz Muzeum Katyńskie.
| Nazwisko i imię               | stopień              | zawód              | miejsce pracy przed mobilizacją      | zamordowany |
| ----------------------------- | -------------------- | ------------------ | ------------------------------------ | ----------- |
| Arcimowicz Zenon              | ppor. rez.           | nauczyciel         | Szkoła Powszechna w Zapolu           | Katyń       |
| Błażewicz Aleksy              | por.                 | żołnierz zawodowy  |                                      | Katyń       |
| Choroszewski Władysław        | ppor. rez.           | nauczyciel         | Szkoła Powszechna w Szczorsach       | Katyń       |
| Chrostowski Tadeusz           | ppor. rez.           |                    | ziemianin                            | Katyń       |
| Czepiel Antoni                | chorąży              |                    |                                      | Katyń       |
| Czyżewski Antoni Eugeniusz    | kpt rez.             |                    |                                      | Katyń       |
| Dziadul Bronisław             | ppor. rez.           | urzędnik           | Urząd Skarbowy w Nieświeżu           | Katyń       |
| Grotus Tadeusz Marian         | ppor. rez.           |                    |                                      | Katyń       |
| Hedinger Adam                 | ppor.                | żołnierz zawodowy  |                                      | Katyń       |
| Honkisz Edward                | chor.                | żołnierz zawodowy  |                                      | Katyń       |
| Kacprzak Franciszek           | ppor. rez.           | technik budowlany  | zakłady w Starachowicach             | Katyń       |
| Kirszanek Władysław           | kpt.                 | żołnierz zawodowy  |                                      | Katyń       |
| Kubiak Józef                  | ppor. rez.           | inżynier mechanik  |                                      | Katyń       |
| Lelewski Bohdan               | pchor. rez.          | urzędnik           | sąd w Baranowiczach                  | Katyń       |
| Lotys Jerzy Zdzisław          | ppor. rez.           | inżynier           |                                      | Katyń       |
| Łapin Jan                     | por.                 | żołnierz zawodowy  |                                      | Katyń       |
| Łojek Józef                   | ppor. rez.           | nauczyciel         | szkoła w Dębowcu                     | Katyń       |
| Malawski Tadeusz Aleksander   | ppor. rez.           | nauczyciel         | szkoła w Walówce                     | Katyń       |
| Meissner Roman                | ppor. rez.           | nauczyciel         |                                      | Katyń       |
| Michałowski Stefan            | por. rez.            | nauczyciel         | kier. Pracowni w Baranowiczach       | Katyń       |
| Miładowski Stanisław          | ppor. rez.           | prawnik            |                                      | Katyń       |
| Murza-Murzicz Aleksander      | ppor. rez.           | absolwent UW       |                                      | Katyń       |
| Orlik Adam                    | ppor. rez.           | nauczyciel         | szkoła w Niehniewiczach              | Katyń       |
| Przybyła Franciszek           | por.                 | żołnierz zawodowy  |                                      | Katyń       |
| Rau Ludwik                    | major                | żołnierz zawodowy  |                                      | Katyń       |
| Rutkowski Tomasz              | ppor. rez.           | nauczyciel         |                                      | Katyń       |
| Sas-Topolnicki Edward Romuald | ppor. rez.           | nauczyciel         | szkoła w Baranowiczach-Rusinach      | Katyń       |
| Sidor Władysław Antoni        | por. rez.            | lekarz             | szkoła w Swojatyczach                | Katyń       |
| Szabłowski Roman              | ppor. rez.           | technik meliorant  |                                      | Katyń       |
| Szpilewski Gustaw             | ppor. rez.           | nauczyciel         | kier. szkoły w Wielkich Żuchowiczach | Katyń       |
| Szymański Ireneusz            | ppor. rez.           | nauczyciel, mgr    | gimnazjum w Baranowiczach            | Katyń       |
| Tomaszewski Jan               | por. rez.            | inżynier górnictwa |                                      | Katyń       |
| Urbanowicz Adam               | ppor. rez.           | nauczyciel         | szkoła w Jeremczach                  | Katyń       |
| Urbański Ryszard              | ppor. rez.           | nauczyciel         | kier. Szkoły Powszechnej w Starynie  | Katyń       |
| Wadowski Władysław            | ppor. rez.           | nauczyciel         | Szkoła Powszechna w Uznodze          | Katyń       |
| Wólczyński Andrzej            | por.                 | żołnierz zawodowy  |                                      | Katyń       |
| Zatchej Leopold               | por. rez.            | nauczyciel         | szkoła w Łysicy Wielkiej             | Katyń       |
| Zosimowicz Józef              | ppor. rez.           | nauczyciel         | Szkoła Powszechna w Koczycach        | Katyń       |
| Celmer Feliks                 | por. piech. rez.     | nauczyciel         | instruktor oświatowy w Stołpcach     | Charków     |
| Ignatowski Stefan Jerzy       | podporucznik rezerwy | urzędnik           | Bank Polski w Warszawie              | Charków     |
| Kuciara Franciszek            | podporucznik rezerwy | nauczyciel         |                                      | Charków     |
| Leszczyński Jan Józef         | podporucznik rezerwy | urzędnik           |                                      | Charków     |
| Romanowski Wacław             | porucznik rezerwy    | osadnik wojskowy   |                                      | Charków     |
| Schmidt Otton Wilhelm         | kapitan              | żołnierz zawodowy  | (e)                                  | Charków     |
| Konstanty Sokoł-Sokołowski    | podporucznik rezerwy | absolwent USB      |                                      | Charków     |
| Ludwik Laniewski              | ppor. rez            | prawnik            | Urząd Wojewódzki we Lwowie           | ULK         |

## Upamiętnienie

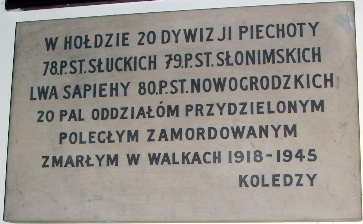
Tablica w kościele garnizonowym w Londynie